# Kazincbarcika

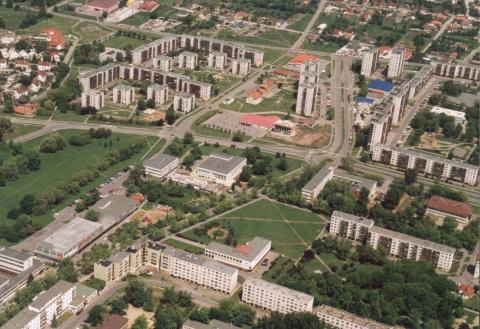
Flygbild över Kazincbarcika

Kazincbarcika är en stad i nordöstra Ungern. Staden ligger i provinsen Borsod-Abaúj-Zemplén och hade år 2019 totalt 25 981 invånare.